# Wilhelm Hein (Politiker, 1870)
Wilhelm Hein (* 18. Juli 1870 in Barmen; † nach 1933) war ein deutscher Politiker (DNVP).

## Leben
Hein besuchte die Volksschule, absolvierte im Anschluss eine Stuckateurlehre und leistete von 1892 bis 1894 Militärdienst in der Preußischen Armee. Er arbeitete bis 1910 als Stuckateur und bildete sich daneben mit volkswirtschaftlichen und sozialen Kursen fort. Ab 1910 war er als Gewerkschaftssekretär für den Bergisch-Märkischen Bezirksverband der evangelischen Arbeitervereine in Barmen tätig. Am 11. Oktober 1914 meldete er sich als Unteroffizier freiwillig zum Kriegsdienst. Bis 1918 nahm er als Soldat am Ersten Weltkrieg teil, zuletzt im Rang eines Feldwebels.
Nach dem Kriegsende setzte er seine Tätigkeit als Arbeitersekretär fort, von 1921 bis 1924 als Sekretär des Kartells der Christlichen Gewerkschaften im Bergischen Land. Daneben war Hein Leiter des westdeutschen Generalsekretariates der Evangelisch-sozialen Schule und Organisationsbeamter der Deutschen evangelischen Heimstättengesellschaft mbH mit Sitz in Berlin. In Barmen war er Aufsichtsratsmitglied diverser Arbeiter- und Angestelltenbaugenossenschaften. Ferner war er Mitglied der Barmer Kreissynode und der Rheinischen Provinzialsynode sowie stellvertretendes Mitglied der Generalsynode der Evangelischen Kirche der altpreußischen Union.
Hein trat in die Deutschnationale Volkspartei (DNVP) ein und war von 1919 bis 1929 Stadtverordneter in Barmen. Im Dezember 1924 wurde er in den Preußischen Landtag gewählt, dem er zunächst bis zum Ablauf der dritten Legislaturperiode 1932 angehörte. Vom 7. September 1932, als er für den ausgeschiedenen Abgeordneten Eduard Stadtler nachrückte, bis zur Auflösung der Körperschaft im Oktober 1933 war er erneut Landtagsmitglied. Im Parlament vertrat er den Wahlkreis 23 (Düsseldorf-West).